# Cesar Montoku
Cesar Montoku (文徳天皇 Montoku-tennō, 22. januar 826 - 7. oktober 858) je bil 55. japonski cesar v skladu s tradicionalnim redom nasledstva. Vladal je med leti 850 in 858.

## Tradicionalna zgodba
Pred zasedbo prestola je bilo njegovo osebno ime (imina) Michiyasu (道康).  Znan je bil tudi kot Tamura-no-mikado ali Tamura-tei. Bil je najstarejši sin cesarja Ninmyōja. Njegova mati je bila cesarica vdova Fujiwara no Junshi (imenovala se je tudi cesarica Gojō 五条后), hčerka "ministra na levi", Fujiwara ne Fuyutsuguja.
Montoku je imel šest cesarskih družic in 29 cesarskih otrok.

### Dogodki tekom življenja cesarja Montokuja
- 6 Maj 850 (Kashō, 21. dan 3. meseca 3. leta): V 17. letu vladanja (仁明天皇十七年) umre cesar Ninmyō; njegov najstarejši sin prejme dedovanje (senso).[10]
- 850 (Kashō, 4. mesec 3. leta): Cesar Montoku formalno pristopi k prestolu (sokui).[11]
- 850 (Kashō, 5. mesec 3. leta): vdova cesarja Saga, ki je bila tudi mati cesarja Ninmyōja in babica cesarja Montokuja, umre. Ta zelo pobožna budistka je ustanovila budistični tempelj Danrin-ji (檀林寺) na mestu današnjega templja Tenryū-ji (天龍寺), bolj uradno tudi Tenryū Shiseizen-ji (天龍資聖禅寺), ki se nahaja v današnjem Susukinobaba-chō, okrožje Ukyō v Kjotu, Pred smrtjo je bila cesarica znana po častnem nazivu Danrin-kōgō (檀林皇后), častili so jo kot svetnico.[12]
- 850 (Kashō, 11. mesec 3. leta): cesar imenuje Korehito-shinnōja, 4. sina cesarja Montokuja, za svojega dediča.[13] Ta devetmesečni dojenček je bil tudi vnuk udaijina Fujiwara no Yoshifusa.[14]
- 853 (Ninju, 2. mesec 3. leta): cesar je obiskal dom udaijina Yoshifusa, dedka svojega kronskega princa.
- 11. julij 854 (Saikō, 13. dan 6. meseca 1. leta): saidaijin Minamoto no Tokiwa, znan tudi kot Minamoto no Tsune, umre v starosti 43 let.[15]
- 855 (Saikō, 1. mesec 2. leta): Emishi organizirajo upor; v odgovor na upor odkoraka 1.000 mož s provizijami na sever.[16]
- 855 (Saikō, 5. mesec 2. leta): glava velikega kipa Buda v templju Tōdai-ji je padla, zato je cesar zadolžil dainagona Fujiwara ne Yoshisukeja, brata sadaijina Yoshifusa, za zbiranje darov pobožnih ljudi iz celotnega cesarstva, da bi postavili novo glavo velikega Buda.

Dogodki v času njegovega vladanja so vključevali zatiranje vstaje ljudstva Ebisu leta 855 v provinci Mutsu in ljudstva z otoka Tsushima dve leti pozneje.
- 7. oktober 858 (Ten'an 2, 27. dan 8. meseca): Montoku je umrl v starosti 32 let.[17]

Dejansko mesto cesarjevega groba je znano. Tradicionalno ga častijo v spominskem šintoističnem svetišču (misasagi) v Kjotu. Cesarska hiša je določila to lokacijo kot njegov mavzolej z uradnim imenom Tamura no misasagi.

### Kugyō
Kugyō (公卿) je skupni izraz za peščico najbolj močnih moških, delujočih na dvoru japonskega cesarja v času pred obdobjem Meiji.
Večino časa so to elitno skupino sestavljali samo trije ali štirje možje naenkrat. Njihovo družinsko ozadje in izkušnje so jih pripeljale do vrha družbe. V času vladavine cesarja Montokuja so vrh organa Daijō-kan sestavljali:
- Daijō-daijin, Fujiwara no Yoshifusa (藤原良房), 804–872.
- Sadaijin, Minamoto no Tokiwa (源常), 812–854.
- Sadaijin, Minamoto no Makoto (源信), 810–868.
- Udaijin, Fujiwara no Yoshifusa (藤原良房), 804–872.
- Udaijin, Fujiwara no Yoshimi (藤原良相), 813–867.
- Naidaijin (ni imenovan)
- Dainagon

## Obdobjanengōtekom vladavine cesarja Montokuja
Leta vladavine cesarja Saga sovpadajo z več kot enim imenom ere (nengō).
- Kashō (848–851)
- Ninju (851–854)
- Saikō (854–857)
- Ten'an (857–859)

## Družice in otroci
Družica (Nyōgo) (Tai-Kotaigō): Fujiwara no Akirakeiko (藤原明子; 829-899), znana tudi kot Somedono-Cesarska-Kisaki, Fujiwara Cesarska Yoshifusova hčerka.
- Četrti sin: Cesarski princ Korehito (惟仁親王; 850-881), pozneje cesar Seiwa
- Tretja hči: Cesarska princesa Gishi (儀子内親王; u. 879), 6. saiin v svetišču Kamo 859-876

Družica (Nyōgo): Fujiwara no Koshi/Furuko (藤原古子), Fujiwara no Fuyutsugujeva hčerka
Družica (Nyōgo): Fujiwara no Takakiko (藤原多賀幾子; u. 858), Fujiwara no Yoshimijeva hčerka
Družica (Nyōgo): Princesa Azumako (東子女王; u. 865)
Družica (Nyōgo): Fujiwara no Nenshi/Toshiko (藤原年子)
Družica (Nyōgo): Fujiwara no Koreko (藤原是子)
Družica (Nyōgo): Tachibana no Fusako (橘房子), Tachibana no Ujikimijevahčerka
Družica (Nyōgo): Tachibana no Chushi (橘忠子), Tachibana no Ujikimijeva hčerka
Družica (Koui): Ki no Shizuko (紀静子; u. 866), Ki no Natorova hčerka
- Prvi sin: cesarski princ Koretaka (惟喬親王; 844-897)
- Drugi sin: cesarski princ Koreeda (惟条親王; 848-868)
- Cesarska princesa Tenshi (恬子内親王; u. 913), 20. saiō v svetišču Ise 859-876
- Peta hči: cesarska princesa Jutsushi (述子内親王; u. 897), 5. saiin v svetišču Kamo 857-858
- Cesarska princesa Chinshi (珍子内親王; u. 877)

Dvorna gospa: Shigeno no Okuko (滋野奥子), Shigeno no Sadanushijeva hčerka
- Tretji sin: cesarski princ Korehiko (惟彦親王; 850-883)
- Cesarska princesa Nōshi (濃子内親王; u. 903)
- Cesarska princesa Shōshi (勝子内親王; u. 871)

Dvorna gospa: Fujiwara no Konshi/Imako (藤原今子), Fujiwara no Sadamorijeva hčerka
- Cesarski princ Koretsune (惟恒親王; u. 904)
- Cesarska princesa Reishi (礼子内親王; u. 899)
- Sedmi hči: Cesarska princesa Keishi (掲子内親王; u. 914), 22. saiō v svetišču Ise 882-884

Dvorna gospa: Fujiwara no Retsushi (藤原列子), Fujiwara no Koreova hčerka
- Prva hči: Cesarska princesa Anshi (晏子内親王; u. 900), 19. saiō v svetišču Ise 850-858
- Osma hči: Cesarska princesa Akirakeiko (慧子内親王; u. 881), 4. saiin v svetišču Kamo 850-857

Dvorna gospa: Shigeno no Mineko (滋野岑子), Shigeno no Sadaova hčerka
- Minamoto no Motoari (源本有)
- Minamoto no Noriari (源載有)
- Minamoto no Fuchiko/Shigeko (源淵子/滋子; u. 911)

Dvorna gospa: hči klana Tomo
- Minamoto no Yoshiari (源能有; 845–897), Udaijin 896–897

Dvorna gospa: hči klana Fuse (布勢氏の娘)
- Minamoto no Yukiari (源行有; 854–887)

Dvorna gospa: hči klana Tajihi (多治氏の娘)
- Minamoto no Tsuneari (源毎有)

Dvorna gospa: hči klana Kiyohara (清原氏の娘)
- Minamoto no Tokiari (源時有)

Dvorna gospa: hči klana Sugawara (菅原氏の娘)
- Minamoto no Sadaari (源定有)
- Minamoto no Tomiko (源富子)

(od neznanih žensk)
- Minamoto no Tomiari (源富有) (?-887)
- Minamoto no Hyōshi (源憑子)
- Minamoto no Kenshi (源謙子)
- Minamoto no Okuko (源奥子)
- Minamoto no Retsushi (源列子)
- Minamoto no Seishi (源済子), poročen z Cesar Seiwa
- Minamoto no Shuko (源修子)

## Zapiski
1. ↑  Faceted Application of Subject Terminology
2. 1 2  Imperial Household Agency (Kunaichō): 文徳天皇 (55)
3. ↑  Ponsonby-Fane, Richard. (1959). The Imperial House of Japan, pp. 64–65.
4. ↑  Brown, Delmer et al. (1979). Gukanshō, pp. 264–265; Varley, H. Paul. (1980). Jinnō Shōtōki, p. 165; Titsingh, Isaac. (1834). Annales des empereurs du japon, p. 112., str. 112, na Google Knjige
5. ↑  Brown, pp. 264; prior to Emperor Jomei, the personal names of the emperors were very long and people did not generally use them; however, the number of characters in each name diminished after Jomei's reign.
6. ↑  Titsingh,  p. 112; Brown p. 285.
7. ↑  Varley, p. 165.
8. ↑  Ponsonby-Fane, p. 8.
9. ↑  Brown, p. 285.
10. ↑  Titsingh, p. 112; Brown, p. 284; Varley, p. 44; a distinct act of senso is unrecognized prior to Emperor Tenji; and all sovereigns except Jitō, Yōzei, Go-Toba, and Fushimi have senso and sokui in the same year until the reign of Emperor Go-Murakami.
11. ↑  Titsingh, p. 112; Varley, p. 44
12. ↑  Titsingh, p. 112.
13. ↑  Brown, p. 286.
14. ↑  Titsingh, p. 113.
15. ↑  Brown, p. 285; Titsingh, p. 113.
16. ↑  Titsingh,  p. 114.
17. ↑  Brown, pp. 285–286; Varley, p. 165.
18. ↑  Ponsonby-Fane, p. 420.
19. ↑  Ponsonby-Fane, pp. 319–320.